# Egipar-Inschrift (Nabonid)
Die Egipar-Inschrift des babylonischen Königs Nabonid beschreibt die Gründe für den Wiederaufbau des Egipar-Tempels in Ur, der 554 v. Chr. im zweiten Regierungsjahr des Babylonierkönigs fertiggestellt wurde. Nach Fertigstellung des Heiligtums überordnete Nabonid seine Tochter En-nigaldi-Nanna dem Mondgott Nannar als irdische Göttergemahlin und neue Entu-Priesterin.